# 豊富ヘリポート
豊富ヘリポート（とよとみヘリポート）は、北海道天塩郡豊富町字西豊富に所在する公共用ヘリポート。

## 利用状況
ヘリポートとしては日本最北に位置する。サロベツ原野の遊覧飛行の等に利用されているが、近年は発着回数が減少している。2004年度の発着回数は34回。
官公庁・使用事業が、民間・消防向けに使用される。